# Свенте
Све́нте (латыш. Svente; в просторечии — Све́нта) — посёлок в Свентской волости в Аугшдаугавском крае Латвии в 13 километрах от Даугавпилса. Является административным центром Свентской волости, ранее входил в Иллукстский уезд Курляндской губернии. При первой республике входила в Илукстский уезд. По данным на 2015 год, в населённом пункте проживало 557 человек.
Посёлок Свенте расположен на перекрестке дорог Даугавпилс — Илуксте и Свенте — Рижское шоссе, находится на окружной автодороге Даугавпилса, государственной дороге A14 и европейском маршруте E262. Через железную дорогу Даугавпилс — Радвилишкис построен путепровод. В 1963—1968 год для окружной железной дороги через реку Западная Двина был сооружён объединённый автожелезнодорожный Свентский мост. Из посёлка идет дорога длиной в четыре километра к Свентскому озеру.
В посёлке имеется волостной совет, библиотека, почтовое отделение, средняя школа, открывшаяся в 1921 году. Новое здание школы было возведено в 1976 году, до этого школа размещалась в здании Свентского (Новосвентского) имения (построено в 1912 году графом Михаилом Константином Плятером-Зибергом). Здание является памятником истории, однако после постройки новой школы старое здание имения находилось в запустении и стало ветшать. В 90-х годах бизнесмен из Резекне А. Гришулёнок начал реставрационные работы, позднее продал фирме «Ditton Group», которая завершила реставрацию старого имения. В настоящее время в здании размещается гостевой дом и ресторан «Sventes muiža», рядом сделан бассейн под открытым небом, рядом устроен крытый ангар для экспозиции музея военной техники (имеются автомобили, пушки, три танка (один из них «Рыжий» из фильма «Четыре танкиста и собака») и бронетранспортёр Второй мировой войны). Старое имение окружает большой парк.
В центре посёлка у дороги стоит каменный костёл Пресвятой Троицы, настоятель — С. Боярун (в 1997 году отметил 35 лет служения в этом костёле). Храм построен в 1800 году Казимиром Зибергом, имеется орган; костёл административно входит в Елгавское епископство Католической церкви Латвии. Есть местная легенда (предание) о том, что в 1812 году в костёле переночевал Наполеон (исторически это не подтверждается, Наполеон с главными силами прошёл из Вильны в Полоцк много южнее этого места).
В центре посёлка находится площадь перед имением, по периметру площади стоят здания служб имения, с севера площадь замыкает ограда имения с парадными въездными воротами. На площади находится братское кладбище воинов Советской Армии, павших при освобождении Свенте в июле 1944 года. В Первую мировую войну посёлок был вне зоны оккупации немецкими войсками в 1915—1918 годах.
В советское время населённый пункт был центром Свентского сельсовета Даугавпилсского района. В селе располагался совхоз «Даугава».
Почтовый индекс: LV-5473

## Известные уроженцы
- Петерс Смелтер — помощник латышского писателя и общественного деятеля Кришьяниса Барона в собирании местных дайн (1868—1949). Похоронен на Свентском кладбище.